# Нікітенко Андрій Володимирович
Андрій Володимирович Нікітенко (рос. Андрей Владимирович Никитенко; 13 січня 1979, м. Тюмень, СРСР) — російський хокеїст, центральний нападник. Майстер спорту.
Вихованець хокейної школи «Газовик» (Тюмень). Виступав за «Газовик» (Тюмень), «Нафтовик» (Леніногорськ), «Ак Барс» (Казань), «Сєвєрсталь» (Череповець), «Металург» (Магнітогорськ), ЦСКА (Москва), «Сибір» (Новосибірськ), «Торпедо» (Нижній Новгород), «Адмірал» (Владивосток), «Лада» (Тольятті).
У чемпіонатах Континентальної хокейної ліги — 351 матч (46+68), у плей-оф — 8 матчів (1+2).
У складі молодіжної збірної Росії учасник чемпіонату світу 1999. 
Досягнення
- Переможець молодіжного чемпіонату світу (1999)
- Срібний призер чемпіонату Росії (2000, 2002, 2003).